# Зуз

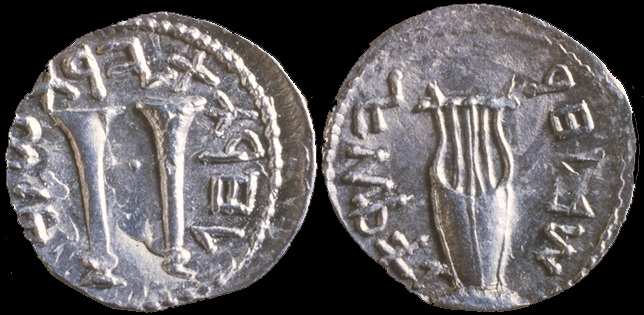
Серебряный зуз (денарий) Бар-Кохбы. Аверс: трубы и надпись «за свободу Иерусалима». Реверс: Лира и надпись «Второй год свободы Эрец-Исраэль»

Зуз (ивр. זוז‎) — древняя еврейская монета, динар.

## Упоминания
Зуз упоминается в элефантинских папирусах, кумранских рукописях, Мишне и Талмуде.
Иногда слово зузеи (ивр. זוזֵי‎) означает «деньги» в более широком смысле.
Трей зузей (два зуза) — цена, заплаченная за козленка в известной пасхальной песенке Хад гадья.

## Стоимость
Во времена Мишны один зуз равнялся четверти шекеля (села/тетрадрахмы); это была примерная стоимость рабочего дня.
Зуз изготовлялся из чистого серебра.
В вавилонском Талмуде зуз означает драхму государства Сасанидов.
В Мишне также упоминается «перес» — половина зуза.

## Этимология
Существует несколько версий происхождения названия.
Согласно одной из них, название происходит от Зевса, который был изображен на драхмах и тетрадрахмах империи Селевкидов.
Согласно другой версии, слово происходит от слова «зуз», которое означает «двигаться».
Существует версия, что слово «зуз» происходит от корня, который означает «сверкать».
Согласно Стефену Кауфману, слово «zūzu» имеет аккадское происхождение. Согласно словарю American Heritage Dictionary, аккадское «zūze» означает половину, часть, единицу веса, от «zâzu» — делить.